# 長門峽站

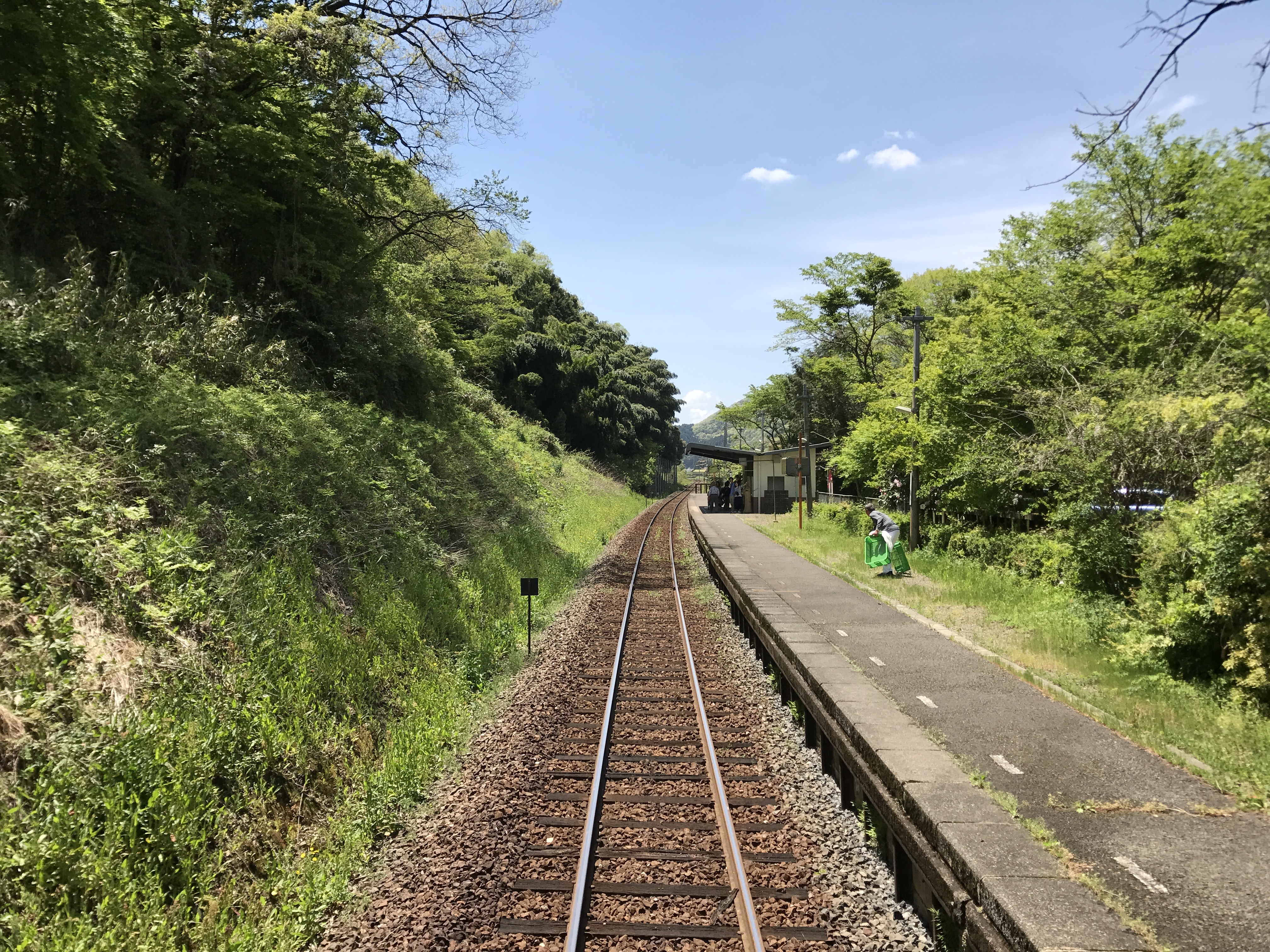
站內

長門峽站（日语：／ Chōmonkyō eki */?）是位於山口縣山口市阿東生雲東分字御堂原，西日本旅客鐵道（JR西日本）的山口線車站。

## 歷史
- 1922年（大正11年）4月29日 - 山口線篠目站至三谷站之間開設此臨時停車場[1]。
  - 當時車站位於山口縣阿武郡篠生村（日语：篠生村）生雲東分字御堂原。
- 1928年（昭和3年）7月18日 - 正式升級至車站[1]。
- 1955年（昭和30年）4月1日 - 隨著阿東町成立，車站地址變為山口縣阿武郡阿東町生雲東分字御堂原。
- 1971年（昭和46年）8月10日 - 終止手提行李、小行李起卸業務，同時成為無人車站[2]。
- 1987年（昭和62年）4月1日 - 伴隨國鐵分割民營化，車站由西日本旅客鐵道（JR西日本）營運[3]。
- 2010年（平成22年）1月16日 - 隨著阿東町編入山口市（第三次），車站地址變成現時的地址。
- 2013年（平成25年）7月28日 - 發生暴雨成災（日语：平成25年7月28日の島根県と山口県の大雨），包括此站在內，宮野站至益田站之間暫停服務（宮野站至地福站之間於8月5日重開，津和野站至益田站於11月16日重開）。地福站至津和野站之間重開日期為平成26年8月23日[4]。

## 車站構造
車站是一座地面車站，設有1面1線的單式月台，益田方向的列車會開啟左邊車門。此站是由新山口站管理的無人車站，月台上設有小型車站大樓。此站沒有自動售票機。

## 利用狀況
以下為近年的乘車人次列表：
| 年度 | 1日平均 乘車人次 |
| ---- | ---------------- |
| 1999 | 31               |
| 2000 |                  |
| 2001 | 23               |
| 2002 | 24               |
| 2003 | 26               |
| 2004 | 23               |
| 2005 | 18               |
| 2006 | 22               |
| 2007 | 19               |
| 2008 | 22               |
| 2009 | 19               |
| 2010 | 14               |
| 2011 | 17               |
| 2012 | 13               |
| 2013 | 11               |
| 2014 | 12               |
| 2015 | 13               |
| 2016 | 11               |
| 2017 | 8                |
| 2018 | 8                |
| 2019 | 12               |

## 車站周邊
- 長門峽（日语：長門峡）
- 篠生郵局
- 國道9號
- 道之驛長門峽（日语：道の駅長門峡）

## 相鄰車站
西日本旅客鐵道（JR西日本）
■山口線
- 臨時快速「SL山口號」停車站

篠目－長門峽－渡川

## 注腳
1. 1 2 3 4  歴史でめぐる鉄道全路線 国鉄・JR 7号、13頁
2. ↑  「山口線を大幅合理化 長門峡駅を無人化に」『中國新聞』昭和46年7月2日山口版.8面
3. ↑  歴史でめぐる鉄道全路線 国鉄・JR 7号，15頁
4. ↑  山陰線（須佐～奈古駅間）、山口線（地福～津和野駅間）の運転再開見込みなどについて （页面存档备份，存于）（日語） - 西日本旅客鐵道新聞稿，2014年7月16日
5. ↑  山口県統計年鑑 （页面存档备份，存于）（日語） - 山口縣

## 外部連結
- 長門峽｜車站資訊：JR出門網 - 西日本旅客鐵道（日語）